# Marijtje van Hove
Marijtje van Hove, även känd som Alemondus Sjouwels, född 1747, död 1768 i Aalkmar, var en ökänd nederländsk kriminell.
Hove var ursprungligen från Oldenburg i Tyskland, där hennes far hade avlidit. Hennes mor hade försörjt sig som gårdfarihandlare, och efter dennas död i Alkmår hade Hove burit manskläder och levt som kringströvande tiggarpojke. Från cirka 1762 var hon medlem av det ökända Rabonus-gänget, sen kriminell liga som livnärde sig på stölder och inbrott. Ligan kände uppenbarligen till hennes biologiska kön, men manskläderna sågs som ett bra kamouflage: det var också vanligt att kriminella kvinnor klädde ut sig till män. Hove greps i april 1768 i Alkmaar efter ett inbrott i Spanbroek tillsammans med några andra gängmedlemmar. Tack vare dessa gripanden kunde 87 arresteringar göras. Hon dömdes till döden som tjuv, bedragare, äktenskapsbrytare och vagabond och avrättades genom hängning 7 maj 1768.      